# フリーソフトウェア財団対シスコシステムズ事件
フリーソフトウェア財団対シスコシステムズ事件（フリーソフトウェアざいだん たい シスコシステムズ じけん、Free Software Foundation, Inc. v. Cisco Systems, Inc.）とは、フリーソフトウェア財団(Free Software Foundation; FSF)によりシスコシステムズ(Cisco Systems; Cisco)に対し2008年12月11日よりニューヨーク南部地区連邦地方裁判所にて開始された訴訟である。

## 概要
FSFは、シスコのリンクシス(Linksys)ブランド下で販売されている多くの製品に、FSFが著作権を所有するGNUコンパイラコレクション(GNU Compiler Collection; GCC)、GNU Binutils、GNU Cライブラリ(GNU C Library; glibc)など多くのプログラムが組み込まれているにもかかわらず、同社がその利用を許諾されているライセンス条項に違反した利用を行っていると主張した。これらプログラムは大部分がGNU General Public License(GNU GPL)のもとライセンスされており、またglibcなど2、3のソフトウェアはGNU Lesser General Public License(GNU LGPL)の条項のもと配布されている。
Software Freedom Law Center(SFLC)は本件におけるFSFの法的代理人(Law firm)を務めている。
FSFは、シスコに対し、FSFが著作権を所有するコードを含むリンクシスのファームウェアをこれ以上配布しないようにする為の差止を要求し、またシスコが「その不法行為により」（"from its unlawful acts"）得た利益（profits, 不当利得）全てを要求した。シスコは、法廷で主張されている問題を自社で再調査したが、概ねライセンスに則った利用がされているものと考えている、と主張した。
FSFは、所有する著作権に属すコードが、リンクシスの数種類のモデルとQuickVPNという、VPNクライアントがRV, WRVシリーズのリンクシスのルーター経由で接続するプログラム、から発見されたとして激しく争った。

## 判決
2009年5月20日、関係者は和解に至ったと発表した。和解内容は、シスコに対し、リンクシス製品が自由ソフトウェアライセンスに違反した利用をしていないかの保証を行う監査人を指定し、同社がFSFに非公表の和解金を支払う旨の内容である。